# Fals amic
Un fals amic és una paraula o una frase que té una ressemblança en la forma amb una altra d'un altre idioma o dialecte encara que en cada llengua el significat és diferent. A vegades s'usa erròniament com a equivalent. També es pot produir aquest cas entre dues lletres de dos alfabets diferents
Per exemple en anglès: library significa biblioteca, no pas llibreria, com sembla a primera vista.
Un altre exemple interdialectal és (geosinònims) :
català central: malalt/dolent i en canvi en valencià: dolent/roí
De vegades hi ha un encavalcament parcial en els significats, per exemple en francès demander simplement vol dir en català demanar (mateixa etimologia) però en anglès (to) demand vol dir 'ordenar'. El demanar català i el demander francès s'han de traduir en anglès per '(to) request'

## Conseqüències
Els falsos amics poden causar dificultats pels estudiants d'idiomes estrangers, especialment pels mots o expressions que estiguin emparentats amb llur idioma, ja que els estudiants probablement identificaran les paraules erròniament pel fenomen de la transferència lingüística. Per aquest motiu els professors de vegades elaboren llistes de falsos amics per tal d'ajudar a l'estudi dels idiomes.
Un cas especialment problemàtic en els falsos amics ocorre quan una de les dues paraules és obscena o denigrant. Per exemple la paraula fag en l'anglès britànic vol dir cigarret però en l'anglès dels Estats Units és un terme ofensiu per a designar els homosexuals.
En català el significat obscè de cardar no existeix en castellà, p. e. en la frase cardar la lana.
Al segle xix l'escriptor George Bernard Shaw ja va reflectir el problema de les diferències de sentit entre lèxic de l'anglès de la Gran Bretanya i l'anglès dels Estats Units, dient humorísticament: "England and America are two countries separated by a common language" (Anglaterra i Amèrica són dos països separats per una llengua comuna).

## Causes
Les causes són diverses. Tot sovint s'observa en paraules semblants de dues llengües diferents que comparteixen un terme amb un origen etimològic comú, però amb una evolució semàntica diferenciada. Els casos d'homonímia poden fer que una paraula hagi evolucionat en la seva forma fins a assemblar-se a una altra en una llengua amb la qual no manté cap relació. L'etimologia popular pot motivar falsament la creença de la relació entre dues paraules. També l'existència de certs morfemes propis d'un idioma que coincideixen amb seqüències fòniques en un altre creen igualment falsos amics.
En el cas d'entre l'anglès i les llengües romàniques com que l'anglès és una llengua germànica però que, per raons històriques, ha manllevat del llatí o de les llengües romàniques (especialment del francès normand) moltes paraules que han conegut a més una deriva en llur significació.
Per exemple, és un fals amic el vocable preservative (anglès) del préservatif (francès) o preservatiu (català). Totes aquests mots deriven del llatí praeservativum tanmateix només en anglès la significació predominant és la de conservant i en les altres llengües predomina el significat de condó.